# Повертайся, Капітошко!
Анімаційний фільм, продовження фільму Капітошка (1980). Друга серія, яка вийшла 1989 року, розповідає про те, як Вовченя очікує на Капітошку, а також про те, як до нього навідується його зла тітка. Вовченя намагалося їй пояснити, що не хоче бути злим вовком, таким, як вона. Тут з'являється Капітошка, і разом з Вовченям вони проганяють тітку.